# Staurogyne letestuana
Staurogyne letestuana är en akantusväxtart som beskrevs av Raymond Benoist. Staurogyne letestuana ingår i släktet Staurogyne och familjen akantusväxter. Inga underarter finns listade i Catalogue of Life.